# Скринкастинг

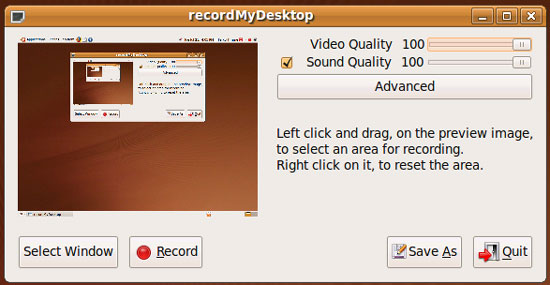
Вікно програми для скринкастингу recordMyDesktop

Скринка́стинг (англ. screen — екран і англ. broadcasting — передавання, мовлення) — тип подкастингу, що дозволяє передавати для широкої аудиторії відеопотік із записом того, що відбувається на комп'ютері користувача.
Скринкаст (англ. screencast — цифровий відеозапис інформації, виведеної на екран комп'ютера, також відомий як video screen capture (досл. «відеозахоплення екрана»). Часто супроводжується голосовими коментарями.
Для створення скринкастів використовують не web- або відеокамери, а спеціальне програмне забезпечення, таке як CamStudio або Jing.

## Етимологія
У 2004 році оглядач Джон Уделл запропонував читачам свого блогу запропонувати назви для жанру, що розвивається. Уделл вибрав термін «скринкаст», який запропонували Джозеф Макдональд і Дідж Кулі.
Терміни «screencast» і «screencam» часто використовуються як взаємозамінні через вплив на ринок ScreenCam як продукту для екранізації на початку 1990-х років. Проте ScreenCam є федеральною торговою маркою в Сполучених Штатах, тоді як screencast не є торговельною маркою і використовується в публікаціях як частина Інтернету та комп’ютерної мови.

## Історія
Саме поняття «screencast» було введено в обіг колумністом журналу InfoWorld Джоном Уделлом 2004 року. Автор схарактеризував цю технологію як «відеоролики про soft записані з мовним супроводом». Втім, сам Джон Уделл не вважає себе винахідником чогось принципово нового: за його словами, його роль полягала у «визначенні й розвитку напрямку, за допомогою експерименту та демонстрації» можливостей скринкастів.
Термін «screencam» може використовуватися як альтернативна назва скринкасту: спочатку так називалася одна з перших програм, які використовували технологію «запису з екрана».

## Використання

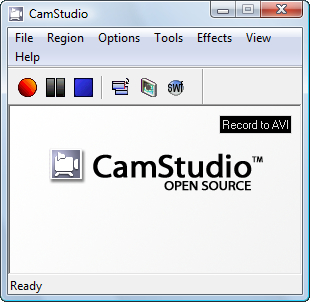
Вікно програми CamStudio

Нова ідея швидко набула популярності. Великі компанії, наприклад, Microsoft, стали використовувати скринкасти з метою презентації. Скринкастинг також активно використовується в освітніх процесах. Його широко застосовують учні та викладачі шкіл, вишів, співробітники бібліотек.
Альтернативою програмному захопленню зображення екрана може бути плата відеозахоплення з інтерфейсами D-sub, DVI або HDMI. Вона дозволяє легко захопити навіть сцени, промальовані за допомогою OpenGL.

## Десктоп-фільми
За допомогою скринкастингу створено кілька фільмів (так званих desktop films), дія яких повністю або частково розгортається на робочому столі комп'ютера. В таких фільмах глядачеві показують листування, спілкування по відеозв'язку і роботу з комп'ютером, яку здійснює залишений за кадром користувач. Серед подібних фільмів — "Прибрати з друзів ", «Профіль (фільм)», «Смерть у мережі», «Пошук (фільм, 2018)», «Відкриті вікна», «Зламати блогерів».